# Mideon
Dennis Knight (nascido em 26 de dezembro de 1968) é um ex-lutador americano de wrestling profissional. Ele é mais conhecido por suas aparições na World Championship Wrestling (WCW) entre 1992 e 1994 sob o nome de ringue Tex Slazenger e na World Wrestling Federation (WWF, agora WWE) entre 1996 e 2001 sob os nomes de ringue Phineas I. Godwinn e Mideon, bem como por seu nome real.

## Início da vida
Knight cresceu na região da Baía de Tampa, na cidade de Clearwater, Flórida. Ele frequentou a Universidade de Salem em Salem, Virgínia Ocidental, onde jogou futebol americano pelos Tigers. Após sofrer uma grave lesão no ombro, Knight deixou a universidade e voltou para a Flórida, onde trabalhou como segurança.

## Carreira no wrestling profissional

### Início da carreira (1989–1992)
Enquanto trabalhava como segurança em Clearwater, Flórida, Knight foi apresentado a Steve Keirn, que o treinou como lutador profissional. Ele estreou em 1989 sob o nome de ringue "Tex Slazenger", enfrentando seu padrasto, Ron Slinker, em sua primeira luta. Knight passou a lutar no circuito independente nas Carolinas.
Em 1991, Knight ingressou na United States Wrestling Association, sediada em Memphis, Tennessee, onde adotou o nome de ringue "Leatherface" e um personagem baseado no personagem do filme "O Massacre da Serra Elétrica" de 1974, completo com um avental “ensanguentado”, máscara de couro e uma motosserra (sem corrente). Ele foi promovido como um “monstro” em uma rivalidade com Jerry Lawler. Durante uma luta infame entre os dois, Knight foi incendiado. Após abandonar o personagem Leatherface, Tex formou uma dupla com Mark Canterbury, que lutava como o mascarado “Master Blaster”.
Após deixar a USWA, Knight lutou na Flórida, Porto Rico e Japão antes de receber uma luta teste na World Championship Wrestling em 1992.

### World Championship Wrestling (1992–1994)
Em 1992, Knight foi contratado pela World Championship Wrestling, onde foi renomeado como "Tex Slazenger" e recebeu o personagem de um “fora da lei rabugento do Texas”. Knight formou uma dupla com Canterbury, que agora lutava como Shanghai Pierce. Knight e Pierce deixaram a WCW em 1994.

### United States Wrestling Association (1995–1996)
Quando ambos deixaram a WCW, Canterbury assinou com a World Wrestling Federation sob o nome de ringue "Henry Godwinn", enquanto Slazenger retornou à USWA. Na USWA, Slazenger conquistou o USWA Southern Championship em duas ocasiões, derrotando Brian Christopher em ambas.

### World Wrestling Federation (1996–2001)

#### The Godwinns e Southern Justice (1996–1998)
Em 1996, Knight assinou com a WWF e, portanto, foi reunido com Canterbury, sendo renomeado como "Phineas I. Godwinn" (abreviado para P.I.G.). A dupla foi retratada como primos (mais tarde irmãos) e ficou conhecida como The Godwinns. Phineas fez sua estreia no ringue no episódio de 29 de janeiro do Monday Night Raw, em uma vitória em dupla dos Godwinns sobre os Bodydonnas, iniciando uma rivalidade com os Bodydonnas por causa de sua gerente, Sunny. Eles logo entraram em um torneio pelo vago Tag Team Championship e derrotaram The New Rockers e Owen Hart & British Bulldog para se classificarem para a final no episódio de 31 de março do Free for All, onde perderam para os Bodydonnas. Eles não conseguiram conquistar os títulos em uma revanche contra os Bodydonnas no In Your House 7: Good Friends, Better Enemies. Em 19 de maio, os Godwinns derrotaram os Bodydonnas para conquistar o WWF Tag Team Championship em um evento ao vivo no Madison Square Garden. Como resultado, ganharam Sunny como gerente no episódio de 26 de maio do Free for All, onde perderam os títulos recém-conquistados para The Smoking Gunns.
Em 1997, em uma luta entre os Godwinns e a Legion of Doom, Canterbury sofreu uma fratura na vértebra C7 quando a Legion of Doom errou o Doomsday Device. Ele foi aconselhado pelos médicos a descansar por 15 semanas, mas voltou ao ringue em menos de oito. No início de 1998, os Godwinns abandonaram a gimmick de fazendeiros de porcos e passaram a se chamar "Southern Justice", os seguranças de Tennessee Lee, usando seus nomes reais. Seis meses depois, Canterbury sofreu uma hérnia na vértebra C7 e pressionou um nervo espinhal, sendo necessário realizar uma cirurgia de fusão espinhal. Isso ocorreu como resultado de ele ter voltado ao ringue cedo demais após a lesão no pescoço. Ele eventualmente deixou a WWF e se aposentou devido à lesão sofrida em 1998, deixando Knight sem um parceiro.

#### The Ministry of Darkness (1999)
No final de 1998, Knight retornou à WWF após uma breve pausa e, em pouco tempo, foi sequestrado pelos Acolytes e doutrinado a se juntar à Ministry of Darkness, uma faccção heel com temática satânica liderada por The Undertaker, que o rebatizou como o vidente perturbado "Midian" (a grafia mais tarde foi alterada para "Mideon"). Ao longo de 1999, a Ministry entrou em rivalidade com Stone Cold Steve Austin, com Mideon frequentemente fazendo dupla com Viscera. Mideon "conquistou" o WWF European Championship nesse período ao encontrá-lo na bolsa de Shane McMahon. Mideon manteve o cinturão por mais de um mês até perdê-lo para D'Lo Brown no Fully Loaded. Quando The Undertaker se lesionou no final de 1999, a Ministry se desfez; no entanto, Mideon continuou com a gimmick e a aliança com Viscera, incluindo cumprir as ordens de The Undertaker em lutas mesmo após a dissolução oficial da Ministry, embora nenhum novo grupo tenha sido claramente estabelecido.

#### Várias rivalidades (2000-2001)
No início de 2000, Knight apareceu brevemente como um imitador de Mankind.
Knight retornou de forma limitada em meados de 2000 como "Naked Mideon", uma persona que corria pelas arenas vestindo apenas uma pochete, um par de botas e uma tanga. No No Mercy 2000, ele tentou reconquistar o European Championship de William Regal, mas foi derrotado. No Armageddon 2000, Knight interferiu brevemente na luta entre Chris Jericho e Kane. Em seguida, Knight lutou em algumas lutas preliminares usando seu antigo nome Tex Slazenger, mas foi dispensado em janeiro de 2001.

### Carreira posterior e aposentadoria (2001-presente)
Após sua passagem pela WWF, Knight retornou para sua casa em Tampa, Flórida, e passou um tempo treinando alunos na escola de wrestling profissional de Steve Keirn. Durante esse período, ele também continuou a lutar por diversas promoções independentes da Flórida, como a IPW e a FSPW, além de fazer turnês pela Europa.
De 2003 a 2004, Knight retornou para várias lutas preliminares na World Wrestling Entertainment, utilizando seu próprio nome.
Knight apareceu no evento da NWA Total Nonstop Action, TNA Destination X 2005, em 13 de março de 2005, durante a luta programada entre Monty Brown e Trytan. No decorrer da luta, as luzes se apagaram e Trytan desapareceu do ringue. Quando as luzes se acenderam, Knight, mascarado, estava em seu lugar e foi rapidamente derrotado por Brown. A TNA nunca revelou quem estava sob a máscara e dispensou Knight no dia seguinte.
Knight se aposentou do wrestling profissional em 2006. Ele lutou várias vezes pela Great Lakes Championship Wrestling em 2011 e 2012. Em 22 de novembro de 2020, Knight retornou à WWE junto com Henry O. Godwinn como The Godwinns, para participar da cerimônia de despedida de The Undertaker no Survivor Series. Vários outros membros da Bone Street Krew também apareceram para prestar homenagem.

## Vida pessoal
Após se aposentar do wrestling profissional, Knight começou a trabalhar como chefe de cozinha em Clearwater, Flórida.
Knight tem um globo ocular tatuado na parte de trás da cabeça e uma tatuagem de Doc Holliday no braço esquerdo.
Em 2023, Knight perdeu todos os dedos do pé direito após desenvolver uma infecção que exigiu a amputação.

## Títulos e prêmios
- Championship Wrestling from Florida
  - CWF Tag Team Championship (1 vez) - com Jumbo Baretta
- Independent Professional Wrestling
  - IPW Hardcore Championship (1 vez)
- Future Stars of Pro Wrestling
  - FSPW Hardcore Championship (1 vez)
- Professional Wrestling Federation
  - PWF Tag Team Championships (1 vez) - com Jumbo Baretta
- United States Wrestling Association
  - USWA Heavyweight Championship (2 vezes)
- World Wrestling Federation
  - WWF European Championship (1 vez)
  - WWF Tag Team Championship (2 vezes) – com Henry O. Godwinn
- Wrestling Observer Newsletter
  - Pior dupla (1996, 1997, 1999) – com Henry Godwinn & Viscera